# Johan Dahlbom
Johan Theophil Dahlbom, född 7 oktober 1850 i Lund, död 24 maj 1886 i Köpenhamn, var en svensk-dansk skulptör.
Han var son till professor Anders Gustaf Dahlbom och Johanna Augusta Maria Vilhelmina Krey samt bror till konstnären Wilhelm Dahlbom. 
Dahlbom studerade skulptur vid Konstakademien i Stockholm samt i Paris. Han var bosatt i Köpenhamn där han hade sin ateljé, och deltog bara sporadiskt i Svenska utställningar. Han medverkade i Konstakademiens utställning 1885 med bronsstatyetten Höstarbeterska och i utställning i Göteborg 1881 med kvinnofiguren Förhoppningen och 1886 i Göteborg med statyetter. Hans konst består av statyer, statyetter och porträttbyster.  